# Heinrich Gottlieb Neithardt
Heinrich Gottlieb Neithardt (Schleiz, 1801 – Berlijn, 12 oktober 1860) was een Duits componist, militaire kapelmeester en hoboïst.
Neithardt is de jongere broer van de componist, dirigent en organist Heinrich August Neithardt. Zoals zijn oudere broer was ook hij militaire kapelmeester, namelijk van de Militaire muziekkapel van het Pruisische 1e garde-veldartellerie-regiment van 1828 tot 1838. Hij heeft eveneens werken voor harmonieorkest gecomponeerd. 